# Julian Richings
Julian Richings (Oxford, 30 augustus 1956) is een in Engeland geboren Canadees filmacteur. Hij is vooral bekend als Three Finger in de horrorfilm Wrong Turn (2003). Hij begon zijn acteercarrière in 1987 in de film Love at Stake en sindsdien heeft hij in films gespeeld als Cube (1997), X-Men: The Last Stand (2006), My Life Without Me (2003) en Survival of the Dead (2009).

## Carrière
Richings is geboren in Oxford. Na een opleiding in het drama aan de Universiteit van Exeter en een tour door Noord-Amerika met een Britse theaterproductie verhuisde Richings naar Toronto, Canada in 1984. Hij begon zijn televisiecarrière in 1989 in het 2de seizoen van War of the Worlds. Hij speelde verschillende rollen in de serie. In 1996 werd hij gecast in de film Hard Core Logo als Bucky Haight. Een jaar daarna speelde hij een klein rolletje in de horrorfilm Cube. Daarna ging het goed met Richings hij speelde de hoofdrol in de film Thrill Seekers (1999) en speelde hij in de film Detroit Rock City (1999). In 2000 speelde hij in de film The Claim als Bellanger voor deze rol werd hij genomineerd voor een Genie Award. Hij was ook lid van de cast van de serie A Nero Wolfe Mystery in (2001-2002). Hij speelde ook in de serie Supernatural een paar afleveringen als Death.
Richings speelt ook in vele horror films zoals in 2004 speelde hij de rol van Otto in de miniserie Kingdom Hospital. In 2003 speelde hij in de film Wrong Turn als Three Finger. Hij speelde ook dramatische rollen zoals in de 2004 film Being Julia. In 2006 speelde hij een Mutant Organizer in de film X-Men: The Last Stand. In 2007 was hij naast Clive Owen te zien in de film Shoot 'Em Up. Voor de rest speelde hij kleine rollen in films als Urban Legend (1998), Skinwalkers (2006), Mimic (1997) en Saw IV (2007). Hij speelt in alle 4 de Roxy Hunter films als Mr. Tibers.
Richings woont in Toronto met zijn vrouw en 2 kinderen.

## Filmografie

### Films
- The Colony (2013) - Leland
- Collaborator (2010) - Maurice LeFont
- Animal Control (2010) - Larry
- Trigger (2010) - Bucky
- Hard Core Logo 2 (2010) - Bucky Haight
- Percy Jackson & the Olympians: The Lightning Thief (2010) - Charon
- Survival of the Dead (2009) - James O'Flynn
- 7 Diamonds (2009) - Mr. McGunn
- Curious Stories, Crooked Symbols (2009) - Sinister Kneeling Man
- The Timekeeper (2009) - Grease
- You Might as Well Live (2009) - Dr. Pooseby
- Elegy (2008) - Actor in Play #1
- Roxy Hunter and the Horrific Halloween (2008) - Mr. Tibers
- Toronto Stories (2008) - Leather Jacket
- The Facts in the Case of Mister Hollow (2008) - Kneeling Man
- Roxy Hunter and the Secret of the Shaman (2008) - Mr. Tibers
- Jack and Jill vs. the World (2008) - Mr. Smith
- Roxy Hunter and the Myth of the Mermaid (2008) - Mr. Tibers
- The Tracey Fragments (2007) - Dr. Heker
- Roxy Hunter and the Mystery of the Moody Ghost (2007) - Mr. Tibers
- The Canadian Shield (2007) - Trapper Ray
- The Third Eye (2007) - Charlie Rabbit
- Saw IV (2007) - Vagrant
- Shoot 'Em Up (2007) - Hertz's Driver
- X-Men: The Last Stand (2006) - Mutant Organizer
- Skinwalkers (2006) - Sad Looking Man
- Black Widow (2005) - Dr. Deadman
- The Last Casino (2004) - The Usurer
- Being Julia (2004) - Mr. Turnbull
- Wrong Turn (2003) - Three Finger
- My Life Without Me (2003) - Dr Thompson
- Open Range (2003) - Wylie
- Eloise at the Plaza (2003) - Patrice
- Between Strangers (2002) - Nigel
- The Pretender: Island of the Haunted (2001) - Brother Clote
- Prince Charming (2001) - Wacktazar
- Treed Murray (2001) - Homeless Man
- Century Hotel (2001) - Waiter
- The Claim (2000) - Bellanger
- The Crossing (2000) - McKenzie
- Thrill Seekers (1999) - Murray Trevor
- Detroit Rock City (1999) - Ticket Taker
- Le Violon rouge (1998) - Nicolas Olsberg
- Universal Soldier II: Brothers in Arms (1998) - Bix
- Urban Legend (1998) - Weird Janitor
- The Boys Club (1997) - Officer Cole
- Cube (1997) - Alderson
- Mimic (1997) - Workman
- Hard Core Logo (1996) - Bucky Haight
- Moonlight and Valentino (1995) - Hair Stylist
- Love Child (1995) - Tom Sr
- Squanto: A Warrior's Tale (1994) - Sir George's Servant
- Naked Lunch (1991) - Exterminator #4
- The Top of His Head (1989) - Robert (henchman)
- Love at Stake (1987) - Town Crier

### Televisie
*Exclusief eenmalige gastrollen
- The Umbrella Academy (2022) - Chet Rodo (8 afleveringen)
- Supernatural (2010-2011) - Death (3 afleveringen)
- Todd and the Book of Pure Evil (2010) - Hooded Leader (13 afleveringen)
- Heartland (2009-2010) - Levon Hanley (2 afleveringen)
- XIII: The Conspiracy (2008) - Mr. Cody (2 afleveringen)
- Puppets Who Kill (2004-2006) - Mr. Portnoy /French Painter (2 afleveringen)
- Kingdom Hospital (2004) - Otto (13 afleveringen)
- A Nero Wolfe Mystery (2002) - Verschillende rollen (6 afleveringen)
- Amazon (1999-2000) - Elder Malakai (9 afleveringen)
- I Was a Sixth Grade Alien (1999) - Meenom (3 afleveringen)
- Highlander: The Raven (1998) - Basil Morgan (2 afleveringen)
- Nikita (1997-1998) - Errol Sparks (2 afleveringen)
- Once a Thief (1997-1998) - Camier (11 afleveringen)
- Ready or Not (1993-1994) - Mr. Boyle (3 afleveringen)
- Street Legal (1993) - Harold Cooper-Haye /Rolan Atkinson (2 afleveringen)
- War of the Worlds (1989-1990) - Ardix /Alien Scientist /Man with Hat (15 afleveringen)